# Lijst van Heinkel-scooters
Dit is een lijst van Heinkel-scooters.

## Productieoverzicht scooters
| Scootertype | Inhoud | 2 of 4 takt | Versnellingen | Start      | Spanning | Wielmaat | Productie |
| ----------- | ------ | ----------- | ------------- | ---------- | -------- | -------- | --------- |
| 101 A-0     | 149 cc | 4           | 3             | pedaal     | 6 volt   | 8"       | 6.500     |
| 102 A-1     | 174 cc | 4           | 3             | elektrisch | 12 volt  | 8"       | 17.500    |
| 103 A-0     | 174 cc | 4           | 4             | elektrisch | 12 volt  | 10"      | 34.060    |
| 103 A-1     | 174 cc | 4           | 4             | elektrisch | 12 volt  | 10"      | 50.050    |
| 103 A-2     | 174 cc | 4           | 4             | elektrisch | 12 volt  | 10"      | 55.000    |
| 14.00       | 150 cc | 2           | 3             | elektrisch | 12 volt  | 10"      | 7.000     |

| Type                         | Inhoud | 2 of 4 takt | Versnellingen | Start       | Spanning | Wielmaat | Productie |
| ---------------------------- | ------ | ----------- | ------------- | ----------- | -------- | -------- | --------- |
| Productieoverzicht bromfiets |        |             |               |             |          |          |           |
| Perle                        | 49 cc  | 2           | 2             | pedaalstart | 6 volt   | 23"      | 27.000    |
| Productieoverzicht kabines   |        |             |               |             |          |          |           |
| 150 (407 B-0)                | 174 cc | 4           | 4+A           | elektrisch  | 12 volt  | 10"      |           |
| 150 (407 B-1)                | 174 cc | 4           | 4+A           | elektrisch  | 12 volt  | 10"      | 6.438     |
| 153 (408 B-2)                | 198 cc | 4           | 4+A           | elektrisch  | 12 volt  | 10"      |           |
| 154 (408 B-0)                | 204 cc | 4           | 4+A           | elektrisch  | 12 volt  | 10"      |           |
| 154 (408 B-1)                | 198 cc | 4           | 4+A           | elektrisch  | 12 volt  | 10"      | 5.537     |